# Henriksenia hilaris
Henriksenia hilaris är en spindelart som först beskrevs av Tord Tamerlan Teodor Thorell 1877.  Henriksenia hilaris ingår i släktet Henriksenia och familjen krabbspindlar. Inga underarter finns listade i Catalogue of Life.